# Parafia św. Antoniego Padewskiego w Różańcu
Parafia św. Antoniego Padewskiego w Różańcu – parafia rzymskokatolicka z siedzibą w Różańcu, znajdująca się w dekanacie Tarnogród, w diecezji zamojsko-lubaczowskiej. 
W 1973 obowiązki duszpasterskie jako rektor pełnił ks. Marian Szarek.  Parafia erygowana została 30 września 1975 roku dekretem ówczesnego biskupa lubelskiego Bolesława Pylaka. Liczba wiernych: 1400. 
Do parafii należą wierni z następujących miejscowości: Różaniec, Kolonia Różaniecka i Wola Różaniecka Kolonia.